# Brachioteuthis riisei
Brachioteuthis riisei é uma espécie de molusco pertencente à família Brachioteuthidae.
A autoridade científica da espécie é Steenstrup, tendo sido descrita no ano de 1882.
Trata-se de uma espécie presente no território português, incluindo a zona económica exclusiva.